# Paul Harrington (Musiker)
Paul Harrington (* 8. Mai 1960 in Dublin) ist ein irischer Musiker.

## Leben
Paul Harrington veröffentlichte in den 1980er Jahren seine ersten Singles. 1991 erschien sein Debütalbum What I’d Say.
Zusammen mit Charlie McGettigan gewann Harrington den Eurovision Song Contest 1994 mit dem Titel Rock ’N’ Roll Kids mit insgesamt 226 Punkten. Die Ballade war eine Komposition von Brendan Graham. Das Duo hat drei Rekorde auf seiner Liste und war Irlands dritte Sieger in Folge. Es war das erste Männerduo, das gewann. Beide waren auch die ersten Teilnehmer, die mehr als 200 Punkte erreichten.
Die nächste Zeit spielte er immer wieder Live-Auftritte. 2005/2006 wirkte er als Solo-Act in Michael Flatleys Tournee Celtic Tiger mit.

## Diskografie
Alben
- 1986: What I’d Say
- 1994: Rock’n’Roll Kids – The Album (mit Charlie McGettigan)
- 2008: A Collection (Kompilation)
- 2010: Songs
- 2018: Lights of Home (Livealbum)